# Classic Loire-Atlantique 2014
La 15e édition de la Classic Loire-Atlantique a eu lieu le 22 mars 2014. C'est la deuxième épreuve de la Coupe de France de cyclisme sur route 2014. La course fait partie du calendrier UCI Europe Tour 2014 en catégorie 1.1.
Elle a été remportée en solitaire par le Français Alexis Gougeard (AG2R La Mondiale) dix secondes devant un duo composé du Belge Kenneth Vanbilsen (Topsport Vlaanderen-Baloise), qui termine deuxième, et du Néerlandais Wesley Kreder (Wanty-Groupe Gobert).
Au niveau des classements annexes, Gougeard remporte celui de meilleur grimpeur tandis que son compatriote Arnaud Gérard (Bretagne-Séché Environnement) gagne celui des sprints.

## Présentation

### Équipes
Classée en catégorie 1.1 de l'UCI Europe Tour, la Classic Loire-Atlantique est par conséquent ouverte aux UCI ProTeams dans la limite de 50 % des équipes participantes, aux équipes continentales professionnelles, aux équipes continentales et aux équipes nationales.
Dix-huit équipes participent à cette Classic Loire-Atlantique - trois ProTeams, sept équipes continentales professionnelles et huit équipes continentales :
| UCI ProTeams     | UCI ProTeams | UCI ProTeams |
| Nom de l'équipe  | Pays         | Code         |
| ---------------- | ------------ | ------------ |
| AG2R La Mondiale | France       | ALM          |
| Europcar         | France       | EUC          |
| FDJ.fr           | France       | FDJ          |

| Équipes continentales professionnelles | Équipes continentales professionnelles | Équipes continentales professionnelles |
| Nom de l'équipe                        | Pays                                   | Code                                   |
| -------------------------------------- | -------------------------------------- | -------------------------------------- |
| Bretagne-Séché Environnement           | France                                 | BSE                                    |
| Caja Rural-Seguros RGA                 | Espagne                                | CJR                                    |
| Cofidis                                | France                                 | COF                                    |
| Novo Nordisk                           | États-Unis                             | TNN                                    |
| RusVelo                                | Russie                                 | RVL                                    |
| Topsport Vlaanderen-Baloise            | Belgique                               | TSV                                    |
| Wanty-Groupe Gobert                    | Belgique                               | WGG                                    |

| Équipes continentales   | Équipes continentales | Équipes continentales |
| Nom de l'équipe         | Pays                  | Code                  |
| ----------------------- | --------------------- | --------------------- |
| BigMat-Auber 93         | France                | BIG                   |
| Differdange-Losch       | Luxembourg            | CCD                   |
| Itera-Katusha           | Russie                | TIK                   |
| La Pomme Marseille 13   | France                | LPM                   |
| Lokosphinx              | Russie                | LOK                   |
| Roubaix Lille Métropole | France                | RLM                   |
| Veranclassic-Doltcini   | Belgique              | VER                   |
| Wallonie-Bruxelles      | Belgique              | WBC                   |

### Favoris
Les favoris de cette Classic Loire-Atlantique 2014 sont principalement français avec Thomas Voeckler, Julien Simon, Jérôme Coppel ou encore Florian Vachon, Christophe Riblon, Benjamin Giraud et Pierrick Fédrigo. On retrouve du côté étrangers des hommes en forme comme Sébastien Delfosse, le jeune prodige Kenneth Vanbilsen ou Wesley Kreder.

## Classement final
|    | Coureur             | Pays     | Équipe                       |    | Temps           |
| -- | ------------------- | -------- | ---------------------------- | -- | --------------- |
| 1  | Alexis Gougeard     | France   | AG2R La Mondiale             | en | 4 h 31 min 15 s |
| 2  | Kenneth Vanbilsen   | Belgique | Topsport Vlaanderen-Baloise  | +  | 10 s            |
| 3  | Wesley Kreder       | Pays-Bas | Wanty-Groupe Gobert          |    | 10 s            |
| 4  | Julien Bérard       | France   | AG2R La Mondiale             |    | 27 s            |
| 5  | Julien Duval        | France   | Roubaix Lille Métropole      |    | 27 s            |
| 6  | Kévin Réza          | France   | Europcar                     |    | 27 s            |
| 7  | Arnaud Gérard       | France   | Bretagne-Séché Environnement |    | 27 s            |
| 8  | Flavien Dassonville | France   | BigMat-Auber 93              |    | 27 s            |
| 9  | Romain Zingle       | Belgique | Cofidis                      |    | 27 s            |
| 10 | Tom Dernies         | Belgique | Wallonie-Bruxelles           |    | 27 s            |

## Liste des participants
- Liste de départ complète

| Légende | Légende                                                                    | Légende | Légende                                                    |
| ------- | -------------------------------------------------------------------------- | ------- | ---------------------------------------------------------- |
| Num     | Dossard de départ porté par le coureur sur cette Classic Loire-Atlantique  | Pos     | Position à l'arrivée de la course                          |
|         | Indique un maillot de champion national ou mondial, suivi de sa spécialité | NP      | Indique un coureur qui n'a pas pris le départ de la course |
| AB      | Indique un coureur qui n'a pas terminé la course                           | HD      | Indique un coureur qui a terminé la course hors des délais |

| Cofidis COF | Cofidis COF              | Cofidis COF |
| ----------- | ------------------------ | ----------- |
| Num         | Coureur                  | Pos         |
| 1           | Jérôme Coppel (FRA)      | 59e         |
| 2           | Jérémy Bescond (FRA)     | AB          |
| 3           | Julien Fouchard (FRA)    | 73e         |
| 4           | Christophe Laporte (FRA) | AB          |
| 5           | Guillaume Levarlet (FRA) | 52e         |
| 6           | Florian Sénéchal (FRA)   | 41e         |
| 7           | Julien Simon (FRA)       | 28e         |
| 8           | Romain Zingle (BEL)      | 9e          |

| FDJ.fr FDJ | FDJ.fr FDJ                     | FDJ.fr FDJ |
| ---------- | ------------------------------ | ---------- |
| Num        | Coureur                        | Pos        |
| 11         | Arnaud Courteille (FRA)        | 12e        |
| 12         | Pierrick Fédrigo (FRA)         | 57e        |
| 13         | Anthony Geslin (FRA)           | 51e        |
| 14         | Pierre-Henri Lecuisinier (FRA) | AB         |
| 15         | Laurent Mangel (FRA)           | 36e        |
| 16         | Francis Mourey (FRA)           | 14e        |
| 17         | Laurent Pichon (FRA)           | AB         |
| 18         | Benoît Vaugrenard (FRA)        | AB         |

| Europcar EUC | Europcar EUC              | Europcar EUC |
| ------------ | ------------------------- | ------------ |
| Num          | Coureur                   | Pos          |
| 21           | Giovanni Bernaudeau (FRA) | 34e          |
| 22           | Jimmy Engoulvent (FRA)    | AB           |
| 23           | Yohann Gène (FRA)         | 79e          |
| 24           | Romain Guillemois (FRA)   | AB           |
| 25           | Morgan Lamoisson (FRA)    | AB           |
| 26           | Kévin Réza (FRA)          | 6e           |
| 27           | Angélo Tulik (FRA)        | 22e          |
| 28           | Thomas Voeckler (FRA)     | 56e          |

| Bretagne-Séché Environnement BSE | Bretagne-Séché Environnement BSE | Bretagne-Séché Environnement BSE |
| -------------------------------- | -------------------------------- | -------------------------------- |
| Num                              | Coureur                          | Pos                              |
| 31                               | Jean-Marc Bideau (FRA)           | 53e                              |
| 32                               | Anthony Delaplace (FRA)          | 31e                              |
| 33                               | Romain Feillu (FRA)              | 20e                              |
| 34                               | Armindo Fonseca (FRA)            | 24e                              |
| 35                               | Arnaud Gérard (FRA)              | 7e                               |
| 36                               | Christophe Laborie (FRA)         | 30e                              |
| 37                               | Benjamin Le Montagner (FRA)      | 82e                              |
| 38                               | Florian Vachon (FRA)             | 46e                              |

| AG2R La Mondiale ALM | AG2R La Mondiale ALM     | AG2R La Mondiale ALM |
| -------------------- | ------------------------ | -------------------- |
| Num                  | Coureur                  | Pos                  |
| 41                   | Gediminas Bagdonas (LTU) | 38e                  |
| 42                   | Julien Bérard (FRA)      | 4e                   |
| 43                   | Maxime Daniel (FRA)      | 19e                  |
| 44                   | Axel Domont (FRA)        | 45e                  |
| 45                   | Alexis Gougeard (FRA)    | 1er                  |
| 46                   |                          |                      |
| 47                   | Yauheni Hutarovich (BLR) | 13e                  |
| 48                   | Christophe Riblon (FRA)  | 48e                  |

| Novo Nordisk TNN | Novo Nordisk TNN           | Novo Nordisk TNN |
| ---------------- | -------------------------- | ---------------- |
| Num              | Coureur                    | Pos              |
| 51               | Stephen Clancy (IRL)       | AB               |
| 52               | Joonas Henttala (FIN)      | AB               |
| 53               | Nicolas Lefrançois (FRA)   | AB               |
| 54               | David Lozano (ESP)         | AB               |
| 55               | Javier Mejías (ESP)        | AB               |
| 56               | Charles Planet (FRA)       | AB               |
| 57               | Martijn Verschoor (NED)    | 77e              |
| 58               | Christopher Williams (AUS) | AB               |

| Topsport Vlaanderen-Baloise TSV | Topsport Vlaanderen-Baloise TSV | Topsport Vlaanderen-Baloise TSV |
| ------------------------------- | ------------------------------- | ------------------------------- |
| Num                             | Coureur                         | Pos                             |
| 61                              | Sander Helven (BEL)             | 11e                             |
| 62                              | Pieter Jacobs (BEL)             | 33e                             |
| 63                              | Eliot Lietaer (BEL)             | 25e                             |
| 64                              | Thomas Sprengers (BEL)          | 18e                             |
| 65                              | Tom Van Asbroeck (BEL)          | 17e                             |
| 66                              | Kenneth Vanbilsen (BEL)         | 2e                              |
| 67                              | Pieter Vanspeybrouck (BEL)      | 80e                             |
| 68                              | Zico Waeytens (BEL)             | 54e                             |

| Wanty-Groupe Gobert WGG | Wanty-Groupe Gobert WGG  | Wanty-Groupe Gobert WGG |
| ----------------------- | ------------------------ | ----------------------- |
| Num                     | Coureur                  | Pos                     |
| 71                      | Tim De Troyer (BEL)      | 23e                     |
| 72                      | Laurens De Vreese (BEL)  | 16e                     |
| 73                      | Jan Ghyselinck (BEL)     | 64e                     |
| 74                      | Jérôme Gilbert (BEL)     | AB                      |
| 75                      | Wesley Kreder (NED)      | 3e                      |
| 76                      |                          |                         |
| 77                      | Kévin Van Melsen (BEL)   | 71e                     |
| 78                      | Frederik Veuchelen (BEL) | 42e                     |

| Caja Rural-Seguros RGA CJR | Caja Rural-Seguros RGA CJR    | Caja Rural-Seguros RGA CJR |
| -------------------------- | ----------------------------- | -------------------------- |
| Num                        | Coureur                       | Pos                        |
| 81                         |                               |                            |
| 82                         | Karol Domagalski (POL)        | AB                         |
| 83                         | Rubén Fernández Andújar (ESP) | 50e                        |
| 84                         | Fabricio Ferrari (URU)        | 58e                        |
| 85                         | Omar Fraile (ESP)             | 37e                        |
| 86                         | Fernando Grijalba (ESP)       | AB                         |
| 87                         | Lluís Mas (ESP)               | AB                         |
| 88                         | Antonio Molina (ESP)          | AB                         |

| RusVelo RVL | RusVelo RVL               | RusVelo RVL |
| ----------- | ------------------------- | ----------- |
| Num         | Coureur                   | Pos         |
| 91          | Ivan Balykin (ITA)        | 49e         |
| 92          | Igor Boev (RUS)           | 83e         |
| 93          | Sergey Firsanov (RUS)     | 70e         |
| 94          | Timofey Kritskiy (RUS)    | AB          |
| 95          | Roman Maikin (RUS)        | AB          |
| 96          | Kirill Pozdnyakov (RUS)   | AB          |
| 97          | Andrey Solomennikov (RUS) | 74e         |
| 98          | Ilnur Zakarin (RUS)       | 69e         |

| Roubaix Lille Métropole RLM | Roubaix Lille Métropole RLM | Roubaix Lille Métropole RLM |
| --------------------------- | --------------------------- | --------------------------- |
| Num                         | Coureur                     | Pos                         |
| 101                         | Maxime Vantomme (BEL)       | 27e                         |
| 102                         | Timothy Dupont (BEL)        | 15e                         |
| 103                         | Julien Duval (FRA)          | 5e                          |
| 104                         | Quentin Jauregui (FRA)      | AB                          |
| 105                         | Rudy Kowalski (FRA)         | AB                          |
| 106                         | Jean-Lou Paiani (FRA)       | 63e                         |
| 107                         | Jimmy Turgis (FRA)          | 39e                         |
| 108                         | Baptiste Planckaert (BEL)   | 21e                         |

| BigMat-Auber 93 BIG | BigMat-Auber 93 BIG       | BigMat-Auber 93 BIG |
| ------------------- | ------------------------- | ------------------- |
| Num                 | Coureur                   | Pos                 |
| 111                 | Théo Vimpère (FRA)        | 76e                 |
| 112                 | Flavien Dassonville (FRA) | 8e                  |
| 113                 | Pierre Gouault (FRA)      | AB                  |
| 114                 | Alo Jakin (EST)           | 44e                 |
| 115                 | Dimitri Le Boulch (FRA)   | AB                  |
| 116                 | Maxime Renault (FRA)      | AB                  |
| 117                 | Stéphane Rossetto (FRA)   | 55e                 |
| 118                 | Steven Tronet (FRA)       | 32e                 |

| La Pomme Marseille 13 LPM | La Pomme Marseille 13 LPM | La Pomme Marseille 13 LPM |
| ------------------------- | ------------------------- | ------------------------- |
| Num                       | Coureur                   | Pos                       |
| 121                       | Benjamin Giraud (FRA)     | AB                        |
| 122                       | Domingos Gonçalves (POR)  | 81e                       |
| 123                       | José Gonçalves (POR)      | AB                        |
| 124                       | Justin Jules (FRA)        | AB                        |
| 125                       | Yoann Paillot (FRA)       | AB                        |
| 126                       | Thomas Rostollan (FRA)    | AB                        |
| 127                       | Julien El Fares (FRA)     | 47e                       |
| 128                       | Thomas Vaubourzeix (FRA)  | AB                        |

| Wallonie-Bruxelles WBC | Wallonie-Bruxelles WBC   | Wallonie-Bruxelles WBC |
| ---------------------- | ------------------------ | ---------------------- |
| Num                    | Coureur                  | Pos                    |
| 131                    | Maxime Anciaux (BEL)     | AB                     |
| 132                    | Quentin Bertholet (BEL)  | AB                     |
| 133                    | Olivier Chevalier (BEL)  | 62e                    |
| 134                    | Sébastien Delfosse (BEL) | 43e                    |
| 135                    | Tom Dernies (BEL)        | 10e                    |
| 136                    | Boris Dron (BEL)         | 26e                    |
| 137                    | Laurent Évrard (BEL)     | 60e                    |
| 138                    | Christophe Prémont (BEL) | 40e                    |

| Veranclassic-Doltcini VER | Veranclassic-Doltcini VER | Veranclassic-Doltcini VER |
| ------------------------- | ------------------------- | ------------------------- |
| Num                       | Coureur                   | Pos                       |
| 141                       | Serge Dewortelaer (BEL)   | 78e                       |
| 142                       | Giorgio Brambilla (ITA)   | AB                        |
| 143                       | Darijus Džervus (LTU)     | AB                        |
| 144                       | Yu Takenouchi (JPN)       | AB                        |
| 145                       | Tom Goovaerts (BEL)       | AB                        |
| 146                       | Frederik Vandewiele (BEL) | AB                        |
| 147                       | Rick Ottema (NED)         | 72e                       |
| 148                       |                           |                           |

| Lokosphinx LOK | Lokosphinx LOK            | Lokosphinx LOK |
| -------------- | ------------------------- | -------------- |
| Num            | Coureur                   | Pos            |
| 151            | Arkimedes Arguelyes (RUS) | 65e            |
| 152            | Alexey Ribalkin (RUS)     | AB             |
| 153            | Evgeny Shalunov (RUS)     | 35e            |
| 154            | Sergey Shilov (RUS)       | AB             |
| 155            | Dmitriy Sokolov (RUS)     | 29e            |
| 156            |                           |                |
| 157            | Alexander Vdovin (RUS)    | 68e            |
| 158            | Sergey Vdovin (RUS)       | AB             |

| Differdange-Losch CCD | Differdange-Losch CCD        | Differdange-Losch CCD |
| --------------------- | ---------------------------- | --------------------- |
| Num                   | Coureur                      | Pos                   |
| 161                   | Luboš Pelánek (CZE)          | AB                    |
| 162                   | Joaquín Sobrino (ESP)        | AB                    |
| 163                   | Damien Garcia (FRA)          | AB                    |
| 164                   | Vytautas Kaupas (LTU)        | AB                    |
| 165                   | Corrado Lampa (ITA)          | AB                    |
| 166                   | Ruben Menendez Velasco (ESP) | AB                    |
| 167                   | Diego Milán (DOM) (Route)    | AB                    |
| 168                   | Kevin Suarez (BEL)           | AB                    |

| Itera-Katusha TIK | Itera-Katusha TIK         | Itera-Katusha TIK |
| ----------------- | ------------------------- | ----------------- |
| Num               | Coureur                   | Pos               |
| 171               | Mikhail Akimov (RUS)      | 75e               |
| 172               | Ildar Arslanov (RUS)      | 85e               |
| 173               | Alexander Foliforov (RUS) | 61e               |
| 174               | Igor Frolov (RUS)         | 84e               |
| 175               | Dmitrii Ignatiev (RUS)    | 67e               |
| 176               | Dmytro Kosyakov (RUS)     | 66e               |
| 177               | Maxim Pokidov (RUS)       | AB                |
| 178               | Aydar Zakarin (RUS)       | AB                |